# Sphaerobothria
Sphaerobothria es un género monotípico de arañas migalomorfas de la familia Theraphosidae. Su única especie: Sphaerobothria hoffmanni Karsch, 1879, es originaria de Costa Rica. 